# Strážske
Strážske (in ungherese Őrmező, in tedesco Straschke) è una città della Slovacchia facente parte del distretto di Michalovce, nella regione di Košice.

## Amministrazione

### Gemellaggi
- Nieporęt
- Drahanská vrchovina
- Dolna Banja